# اس‌اس ابتسفرد
اس‌اس ابتسفرد (به انگلیسی: SS Abbotsford) یک کشتی بود که طول آن ۳۴۵ فوت ۱۱ اینچ (۱۰۵٫۴۴ متر) بود. این کشتی در سال ۱۸۷۳ ساخته شد.